# Portada/article octubre 18

## Arqueu
Els arqueus (Archaea) són un grup de microorganismes unicel·lulars. El terme arxibacteri n'és una denominació desestimada. Els arqueus, com els eubacteris, són procariotes que manquen de nucli cel·lular o qualsevol altre orgànul dins les cèl·lules. En el passat, se'ls considerà un grup inusual de bacteris, però com que tenen una història evolutiva independent i presenten moltes diferències en la seva bioquímica respecte de la resta de formes de vida, actualment se'ls classifica com un domini distint en el sistema de tres dominis. En aquest sistema, les tres branques evolutives principals són els arqueus, els bacteris i els eucariotes. Els arqueus estan subdividits en quatre fílums, dels quals dos, els crenarqueots i els euriarqueots, són estudiats més intensivament. La classificació dels arqueus roman dificultosa, car la immensa majoria d'aquests organismes no ha estat mai estudiada al laboratori i només se'ls ha detectat per mitjà de l'anàlisi dels seus àcids nucleics.